# Adobe Camera Raw
Adobe Camera Raw (ACR) ist eine Software zur Bearbeitung von Digitalfotos. Das Programm stellt eine digitale Dunkelkammer dar und dient primär der Entwicklung von Rohdaten, wie sie typischerweise von digitalen Kameras sowie manchen Kompaktkameras erzeugt werden. Die Zielgruppe sind Berufsfotografen und engagierte Amateure, die sich nicht auf die automatisierte Entwicklung des Kameraherstellers verlassen möchten.
ACR/Adobe Camera Raw ist der grundlegende Bestandteil von Photoshop und Lightroom. Es übernimmt als Nachfolger von Display die komplette Entwicklung der digitalen RAW-Dateien (analog einem unentwickelten analogen DIA/Negativ) zum fertigen digitalen Bild. ACR wurde 2003 erstmals in Photoshop eingeführt. Zu den Adobe-Anwendungen, die ACR unterstützen, zählen Photoshop, Photoshop Elements, After Effects und Bridge. ACR/Adobe Camera Raw enthält unter anderem das Plug-In „Adobe Color Engine“ (ACE), entwickelt von Thomas Knoll, das die Farbverarbeitung von RAW-Dateien in Photoshop und Lightroom ermöglicht. „Adobe Color Engine“ (ACE) wird von nahezu allen Produkten von Adobe für das Farbmanagement verwendet. Adobe Camera Raw (2.3 oder höher) unterstützt RAW-Dateien im Format Digital Negative (DNG), ein öffentlich verfügbares RAW-Dateiformat von Adobe.

## Versionen
Photoshop Plug-In CS5 – Version 6.7.0.339
Photoshop Plug-In CS6 – Version 9.1.1
Hinweis : Adobe Camera Raw wird nicht mehr für Photoshop CS6 nach Version 9.1.1 aktualisiert.
Photoshop Plug-In CC – Version 9.12.1 (2017)
Lightroom Classic CC 7.0 – Version 9.12.1 (2017)
Adobe bietet Abwärtskompatibilität für die neuesten Kameras zur Verwendung in
älteren Versionen von Photoshop, Lightroom, Bridge, After Effects und Photoshop Elements
über den Adobe Digital Negative Converter (DNG Converter).
Die aktuelle Version des DNG Converters ist 17.4.2. (August 2025)

Systemanforderungen für Windows sind:
Microsoft® Windows® 7 mit Service Pack 1 oder Windows 10 (version 1703 oder aktueller)

Systemanforderungen für MacOS sind:
macOS 10.12-10.14
Der DNG Converter behält die Original-RAW-Datei dabei stets unverändert und erzeugt eine weitere, „offene“ RAW-Datei
im DNG-Format.